# Strongylosoma salvadorii
Strongylosoma salvadorii är en mångfotingart som beskrevs av Filippo Silvestri 1895. Strongylosoma salvadorii ingår i släktet Strongylosoma och familjen orangeridubbelfotingar. Inga underarter finns listade i Catalogue of Life.